# Kuniko Kato
Kuniko Kato (加藤 訓子?, Kato Kuniko; ...) è una percussionista giapponese in attività dagli anni novanta.
Tra i tanti strumenti a percussione utilizzati nel corso degli anni Kuniko Kato predilige soprattutto la marimba. Il suo repertorio si concentra principalmente su autori contemporanei (Steve Reich, Arvo Pärt, Iannis Xenakis, James Wood), ma lambisce pure la musica barocca, come quella di J.S. Bach, di cui Kuniko Kato ha inciso, per la Linn Records, un disco contenente propri arrangiamenti per marimba.
Kuniko Katō ha studiato con il maestro di marimba Keiko Abe alla 'Toho Gakuen School of Music' a Tokyo, continuando poi gli studi con Robert van Sice al Conservatorio di Rotterdam. Ha conseguito il diploma con il massimo dei voti e la menzione d'onore (summa cum laude), prima percussionista a ricevere dall'istituto tale valutazione. Ha svolto un'intensa attività concertistica in Asia, Europa e negli Stati Uniti.

## Discografia parziale
- Kuniko plays Reich (Electric counterpoint, version for percussions; Six marimbas counterpoint; Vermont counterpoint), 2011, Linn Records.
- Kuniko Cantus (Arvo Part: Fur Alina; Steve Reich: New York counterpoint; Arvo Part: Cantus in memory of Benjamin Britten; Arvo Part: Fratres; Hywel Davies: Purl Ground; Arvo Part: Spiegel im spiegel), 2013, Linn Records.
- Kuniko - IX: (Iannis Xenakis: Pleiades & Rebonds), 2015, Linn Records.
- Kuniko - Bach (solo works for marimba), 2017, Linn Records.